# Troctomorpha
Sous-ordre
Taxons de rang inférieur
- Amphientometae
- Nanopsocetae

Les Troctomorpha (les troctomorphes en français) sont un sous-ordre d'insectes de l'ordre des psocoptères.

## Liste des infra-ordres
- Amphientometae
- Nanopsocetae